# Bananowa masakra

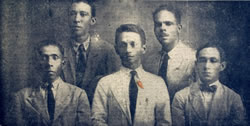
Przywódcy strajku. Od lewej: Pedro M. del Río, Bernardino Guerrero, Raúl Eduardo Mahecha, Nicanor Serrano i Erasmo Coronel. Guerrero i Coronel zginęli w masakrze

Bananowa masakra (hiszp. Masacre de las Bananeras) – masakra pracowników firmy United Fruit Company, która miała miejsce 6 grudnia 1928 roku w mieście Ciénaga, w Kolumbii.
Rząd USA zagroził zbrojną interwencją marynarki w przypadku niewywiązania się rządu kolumbijskiego z ochrony interesów firmy United Fruit.
Zabito nieznaną do dziś liczbę osób (przypuszczalnie od 47 do 2000) po wysłaniu przez rząd wojsk, aby zakończyć miesięczny strajk zorganizowany przez związek pracowniczy w celu zapewnienia lepszych warunków pracy.

## Upamiętnienie w kulturze
Gabriel García Márquez napisał powieść Sto lat samotności, która luźno nawiązywała do tych tragicznych wydarzeń, podobnie jak Álvaro Cepeda Samudio w powieści La casa grande.